# Solanne Marechaux
Solanne Marechaux, född 6 februari 1996 i Paris i Frankrike, är en fransk fotomodell och regissör inom mode.

## Biografi
Marechaux började sin modellkarriär 2012 när han fick kontrakt med New Madison Models Paris och gjorde sin första modeshow för Moncler i Paris september 2012. Efter att ha gjort en casting för Givenchy fick Riccardo Tisci upp ögonen för Marechaux och han fick ett kontrakt på fyra år för klädesmärket.
Marechaux har arbetat för märken som Moncler, Versace, Givenchy och Calvin Klein. Han har också gjort fotograferingar för Vogue och Superdry plc.
Som filmregissör har Marechaux arbetat med bland annat Harper's Bazaar Greece och Vogue Thailand.